# Hiperacusia
La hiperacusia es una enfermedad caracterizada por la reducción del umbral de tolerancia a los sonidos ambientales, se ha definido como un trastorno auditivo que involucra un aumento de la sensibilidad o disminución de la tolerancia a sonidos a niveles que no molestarían a la mayoría de los individuos. No se ha definido con exactitud su frecuencia, pero para algunos autores afecta a entre el 9 y el 15% de la población, siendo su prevalencia mayor entre aquellas personas que presentan acúfenos. 
Un individuo afecto de hiperacusia experimenta malestar, disconfort o dolor y aumento de acúfenos preexistentes cuando se expone a  sonidos o ambientes ruidosos que otras personas no consideran desagradables o molestos.  El malestar es proporcional a la intensidad del sonido y la duración de la exposición. El nivel de tolerancia a la intensidad del sonido es variables dependiendo de la gravedad de la afección. En los casos más severos, sonidos que  normalmente son apenas perceptibles, por ejemplo el provocado por el roce de prendas de tela, pueden generar dolor y malestar intenso.
El término se originó en el trabajo de Henry B. Perlman en 1938 y no debe confundirse con la fonofobia (aversión o fobia a determinados sonidos aun cuando estos sean de intensidad moderada o leve) y la misofonía, estos dos cuadros se engloban dentro de la esfera psicológica, ya que los síntomas se desencadenan por algunos tipos de sonido y no por su intensidad, mientras que la hiperacusia es una activación anómala de las neuronas de la vía auditiva y tiene por tanto un origen físico y no psicológico, aunque puede coexistir la hiperacusia y la fonofobia en la misma persona. El término algiacusia significa dolor provocado por el sonido y no es sinónimo de hiperacusia, cualquier persona experimenta algiacusia si la intensidad de un sonido supera determinado umbral.

## Definición
Existen varias definiciones y tipos de hiperacusia en la literatura científica, pero hasta la fecha ninguna tiene todavía un consenso.  La hiperacusia tiene diferentes niveles de gravedad, en las formas más graves puede estar presente desde el nacimiento, esta forma de hiperacusia afecta solo al 2-3% de la población mundial. En la mayoría de los casos la enfermedad suele aparecer como consecuencia de un traumatismo acústico o la exposición repetida a ruidos intensos (aproximadamente el 50% de los casos). La hiperacusia es una patología poco entendida, las explicaciones que se ofrecen son solo hipótesis. Algunas personas pueden estar expuestas a sonidos intensos durante toda su vida y nunca presentarla, mientras que en algunos casos puede desarrollarse bruscamente. Las consecuencias también varían de un individuo a otro.[cita requerida]

## Evolución del trastorno
En la fase inicial de rechazo, los pacientes se niegan a admitir su hiperacusia y continúan viviendo con normalidad, creyendo que el problema se resolverá por sí solo con el tiempo. Creen que su oído se acostumbrará gradualmente al ruido. Esta fase también se denomina fase de falsa esperanza.
En la fase de aceptación, después de cierto tiempo experimentando los síntomas, el paciente intenta protegerse contra el ruido y evita las actividades profesionales, salidas, ocio y relaciones sociales que lo exponen a sonidos
intensos.

## Cronología de su estudio
En 1987, Jack Vernon definió la hiperacusia como una marcada intolerancia de una persona a un entorno sonoro normal, cuando en realidad sus umbrales auditivos son normales (sin pérdida auditiva significativa).
En 1990, Alan J. Klein lo describió como una respuesta exagerada o anormal a sonidos que no son ni amenazantes ni incómodos para una persona sana.
En 1995, Preves definió la hiperacusia como una intolerancia poco común a la intensidad de los sonidos ambientales ordinarios que pueden ocurrir en personas con umbrales auditivos normales o elevados, y que generalmente se acompaña de tinnitus.
En 1999, Anari la definió como hipersensibilidad a los sonidos que implica una percepción de malestar experimentado a niveles por debajo del volumen normal de malestar.
En 2001, Margaret M. Jastreboff y Pawel J. Jastreboff definen la hiperacusia como una actividad en las vías auditivas que se amplifica anormalmente por el sonido.
En 2002, para Gerhard Andersson es una intolerancia inusual a los sonidos ambientales ordinarios.
En 2013, para Héber, Fournier y Noreña, fue un aumento de la sensibilidad auditiva.

## Síntomas y signos
Los síntomas son dolor de oído, molestias, distorsiones e intolerancia general a muchos sonidos que no afectan a la mayoría de las personas. Se dan casos de episodios de llanto o ataques de pánico. Puede afectar uno o ambos oídos.
El comportamiento de evitación es a menudo una respuesta para prevenir los efectos de la hiperacusia y esto puede incluir evitar situaciones sociales.
El malestar se puede describir como sensación de punzada, ardor, frialdad o dolor. Los sonidos se perciben como más fuertes que su nivel real de decibelios y provocan en el paciente la intención de aislarse para evitarlos.

## Causas
La causa de la hiperacusia no está claramente definida y el mecanismo preciso que hace que la condición se desarrolle generalmente es desconocido.
Una de las posibles causas puede ser la pérdida de audición, ya que algunos investigadores sugieren que el cerebro trata de compensar esa pérdida auditiva equilibrando el volumen de audición haciendo que este aumente.

## Tratamiento

### Protectores auditivos
Se ha propuesto el uso de protectores auditivos para aliviar el problema, aunque algunos autores se manifiestan en contra y consideran que a largo plazo podrían agravar el proceso. Una opción sería utilizar protectores que permiten el paso de sonidos cuya intensidad no supere los 80 decibelios y continuar la terapia con otros métodos.

### Generadores de sonido
El tratamiento consiste en el uso de generadores de sonido o hacer escuchar a los pacientes grabaciones sonoras, en particular combinaciones de sonidos en bandas amplias (por ejemplo, ruido blanco o ruido rosa).
Inicialmente se utilizan niveles de sonido casi inaudibles durante periodos largos, que progresivamente se van incrementando, hasta desensibilizar el oído y retornar a una tolerancia normal al sonido. 

## Otros tratamientos
Tratar el estrés y los trastornos del sueño contribuye a mejorar la capacidad para sobrellevar la hiperacusia.

## Epidemiología
Esta alteración auditiva afecta entre el 9% y el 15% de la población total. Es más frecuente en personas que previamente han sido diagnosticadas de acúfenos.

## Hiperacusia en músicos
La hiperacusia es un síntoma común entre los músicos profesionales, puede ser leve o grave. En algunos casos los síntomas son tan intensos que obligan al músico a dejar su profesión.[cita requerida]
Un estudio entre músicos, de la asociación de orquestas inglesas, reveló que el 25% de ellos padece o ha padecido hiperacusia.
Otro estudio ha demostrado que el 32% de las personas con hiperacusia son músicos profesionales.[cita requerida]
En Brasil, un estudio realizado entre músicos de orquesta militar mostró que el 37% de ellos padecía hiperacusia.[cita requerida]

## Hiperacusia en niños
La hiperacusia en niños puede detectarse mediante un análisis del comportamiento del niño en situaciones de ruido. Por ejemplo, se tapan los oídos en entornos de sonido alto o moderado.
La prevalencia de hiperacusia en la población infantil de 11 años del Reino Unido se estima en 3,7%.
Un estudio en Brasil sobre 506 niños de siete a doce años mostró que el 3,2% tenía hiperacusia. Esta condición puede ser difícil de detectar en los niños. También se puede asociar a otras afecciones o síntomas como acúfenos, autismo, síndrome de fatiga crónica, depresión o síndrome de Williams.[cita requerida]
El estudio del comportamiento del niño permite detectar la hiperacusia porque pueden manifestar comportamientos molestos a los ruidos (enfado, ansiedad o pánico). A menudo se tapan los oídos y/o evitan los lugares ruidosos. En su escolarización, pueden presentar dificultades de atención en un aula ruidosa. En casos graves, puede llegar a negarse a ir a la escuela. Por lo tanto, la hiperacusia debe ser detectada y el niño monitoreado por un médico especialista para identificar las causas e implementar el tratamiento adecuado.[cita requerida]

## Casos notables
El músico de Azusa Plane, Jason DiEmilio padecía hiperacusia.
El músico Stephin Merritt tiene hiperacusia monoaural, lo que influye en la instrumentación de su banda, The Magnetic Fields, lo que lo lleva a usar tapones para los oídos durante las actuaciones y a cubrirse el oído afectado durante los aplausos de la audiencia.
La músico Laura Ballance de Superchunk tiene hiperacusia y ya no está de gira con la banda.
El político, activista y productor de cine estadounidense Michael Huffington presentó vértigo, acúfenos e hiperacusia y experimentó mejoría tras someterse a un tratamiento prescrito por un médico especialista.
El revolucionario, político y teórico político comunista ruso Vladimir Lenin fue reportado gravemente enfermo en la segunda mitad de 1921, con hiperacusia y síntomas como dolor de cabeza regular e insomnio.[cita requerida]
El músico Chris Singleton tenía hiperacusia, pero se recuperó por completo.[cita requerida]
El músico Peter Silberman de The Antlers sufría de hiperacusia y tinnitus que paralizaron su carrera musical, pero fue citado diciendo que se redujo a un nivel manejable.[cita requerida]
El músico y docente peruano Julio Flores Alberca, sufrió acufenos e hiperacusia severa durante años, logró volver a su vida normal y publicó sus experiencias personales en un libro.